# Silene guichardii
Silene guichardii är en nejlikväxtart som beskrevs av Chevass. och Quezel. Silene guichardii ingår i släktet glimmar, och familjen nejlikväxter. Inga underarter finns listade i Catalogue of Life.